# 王立平 (1962年)
王立平（1962年8月—），男，江苏海门人，中国政治人物，南京市政协主席。中共十九大代表。第十四届全国政协委员。

## 生平
1984年毕业于南京大学化学系化学专业，后在江苏省灌南县化肥厂工作。1987年调至中共江苏省委组织部工作，2005年升任部务委员、办公室主任。2006年调至苏州市工作，任中共苏州市委常委、组织部部长。2011年，任江苏省人力资源和社会保障厅副厅长。2013年，任中共江苏省委省级机关工作委员会书记。2016年11月22日，当选中共江苏省纪委副书记。2017年1月任江苏省监察厅厅长、省预防腐败局局长。2018年机构改革后，转任新成立的江苏省监察委员会副主任。
2018年7月，任中共江苏省委组织部常务副部长、省人才办主任。2022年3月，调任南京市政协党组书记。2022年4月9日，在中国人民政治协商会议南京市第十四届委员会第五次会议当选为主席。
2023年1月，代表社会科学界，当选第十四届全国政协委员。